# Meijer de Haan
Meijer Isaac de Haan (Amsterdam, 14 april 1852 – aldaar, 24 oktober 1895) was een Nederlandse kunstschilder. In Frankrijk wordt zijn naam gespeld als Meyer de Haan.

## Leven en werk

### Amsterdam
Meijer de Haan werd geboren in de Sint Antoniesbreestraat in Amsterdam. Hij stamde uit een rijke Joodse familie. Zijn vader Isaac Aron de Haan bezat De Haan's Stoom Meel- en Broodfabriek aan de Valkenburgerstraat 188, waar matses en brood werden gebakken. Meijer zou als oudste zoon in het familiebedrijf gaan werken en heeft dat korte tijd gedaan, maar hij droeg zijn aandeel in de fabriek over aan zijn broers Samuel en Aron, in ruil voor een maandelijkse toelage.
Hij had meer interesse voor de kunst en volgde lessen bij de schilder Petrus Franciscus Greive. Hij werd in 1874 toegelaten tot de Amsterdamse Rijksacademie van Beeldende Kunsten, maar omdat hij geen sterk gestel had, bracht hij daar slechts een jaar door. In 1880 werd een van zijn stukken op de Parijse salon geëxposeerd. In dat jaar verscheen in het tijdschrift Eigen Haard een afbeelding van zijn schilderij Een moeilijke plaats in de Talmoed. Dit leidde tot veel discussie in diverse publicaties, niet om artistieke redenen, maar omdat talmoedkenners elkaar over de interpretatie in de haren vlogen.  
Tot 1888 werkte De Haan in Amsterdam. Zijn onderwerpen waren veelal Joods van aard, met een voorkeur voor portretten. Zijn vroege werk toont vooral zijn inspiratie door de meesters van de Hollandse school, met name Rembrandt. Vanwege deze afhankelijkheid van 17e-eeuwse voorbeelden werd zijn historische schilderij Uriel Acosta neergesabeld in De Nieuwe Gids, het tijdschrift van de Beweging van Tachtig. De criticus I.N. Stemming (pseudoniem van de schilder Maurits van der Valk) noemde het "niets dan een verwarde mengeling van herinneringen aan Rembrandt en Munkaczy". De Haan had tien jaar gewerkt aan dit magnum opus, dat de veroordeling door rabbijnen uitbeeldde van de 17e-eeuwse Joodse filosoof Uriel Acosta wegens zijn mening over de onsterfelijkheid van de ziel. Voor zover bekend bestaat het schilderij, dat in 1888 was vertoond op een overzichtstentoonstelling in Amsterdam, sinds lang niet meer.

### Frankrijk

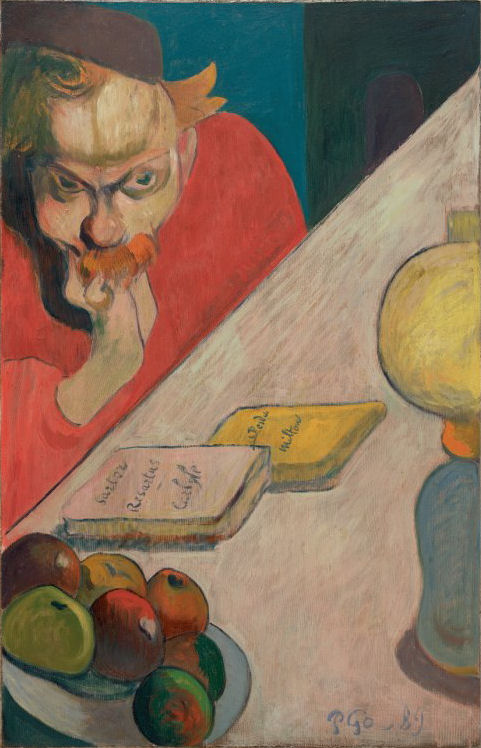
Meyer de Haan (Sous la lampe): portret door Paul Gauguin (1889).

Mede door de negatieve reacties besloot Meijer de Haan in het najaar van 1888 met zijn leerling Joseph Jacob Isaacson naar het buitenland te vertrekken. In Parijs woonde hij korte tijd bij de kunsthandelaar en criticus Theo van Gogh. Diens broer Vincent van Gogh liet weten dat hij De Haans werk zeer waardeerde en dat hij hem graag eens wilde ontmoeten. Theo bracht hen met elkaar in contact en in 1889 heeft De Haan diverse malen met Vincent gecorrespondeerd. 
Via de broers Van Gogh sloot De Haan in 1889 ook vriendschap met Camille Pissarro en Paul Gauguin. Met de laatstgenoemde ging hij naar Pont-Aven in Bretagne, waar ze een groot deel van het jaar samenwerkten. Onder invloed van de School van Pont-Aven (de groep "Les Nabis", waarin hij bekendstond als "le nabi hollandais") onderging De Haans schilderwijze een radicale verandering. In navolging van Gauguin, die in deze periode het impressionisme afzwoer, ontwikkelde hij zich in de richting van het cloisonnisme, met grote heldere kleurvakken, gescheiden door scherpe contourlijnen. In ruil voor lessen betaalde De Haan het logies voor Gauguin, die aan Émile Bernard schreef: "de Haan marche merveilleusement bien ici" ("De Haan gaat hier wonderbaarlijk goed vooruit").
De Haan werd bekender door de portretten en de houten sculptuur die Gauguin in 1889-1890 van hem maakte dan door zijn eigen werk. Gauguin toonde zich gefascineerd door de 'duistere' figuur De Haan, die door een misvorming van de wervelkolom een enigszins mismaakte indruk maakte. Hij is in deze periode wel het alter ego van Gauguin genoemd. Het ging goed tot het moment dat ze de opdracht kregen de Buvette de la Plage, de herberg van Marie Henry (1859-1945), met muurschilderingen op te vrolijken. De Haan en de mooie Marie, die bij de schildersgroep bekendstond als "Marie Poupée", werden verliefd op elkaar. Dit verstoorde de verhouding met Gauguin, die jaloers werd op De Haan.
Het grootste deel van 1890 verbleef De Haan in Le Pouldu nabij Pont-Aven, maar aan het eind van dat jaar keerde hij terug naar Amsterdam. Zijn broers, die zijn geld beheerden, hadden hem teruggeroepen. Zij begrepen niet waarom hij zich onttrok aan de Joodse cultuur en waren het niet eens met zijn verhouding met een ongehuwde moeder. Marie Henry had namelijk een dochter Mimi, die De Haan enkele malen had geschilderd. Mogelijk had de jaloerse Gauguin de broers hierover ingelicht.
In het voorjaar van 1891 ging De Haan terug naar Parijs. De verstandhouding met Gauguin was verbeterd. Samen met Jan Verkade organiseerde hij in april een afscheidsbanket voor Gauguin, die naar Tahiti vertrok. Zijn aanvankelijke plan om mee te gaan moest hij laten varen, omdat zijn broers zijn toelage hadden gestopt. Op 7 juni 1891 beviel Marie Henry van een tweede dochter Ida, van wie De Haan de vader was. Hij vertrok in november 1891 definitief naar Nederland. Hij heeft moeder en dochter nooit meer gezien.

### Laatste jaren
Van de vervolgtijd is bekend dat Meijer de Haan de winter van 1891-92 doorbracht in Bad Wildungen en zich in februari 1892 in Hattem vestigde. Daar trok hij veel op met Jan Voerman. Hij leed aan een nierziekte en schilderde nauwelijks nog. Hij overleed op 24 oktober 1895, op 43-jarige leeftijd, in Amsterdam. De volgende dag werd hij begraven op de Joodse Begraafplaats in Muiderberg. De grafsteen werd ontworpen door Joseph Mendes da Costa. Of Gauguin, die inmiddels op de Marquesaseilanden woonde, op de hoogte was van zijn dood, is niet bekend. Wel heeft hij De Haan in 1896-1897 nog enkele malen op schilderijen en een houtsnede uitgebeeld.

## Postuum
Al het schilderwerk dat De Haan in Frankrijk gemaakt had liet hij na aan Marie Henry. Pas in 1959 kwamen die stukken naar buiten. Deze collectie van ongeveer 35 werken, die tot dan toe één geheel was geweest, werd toen geveild en raakte verspreid. De inventaris van zijn Amsterdamse atelier was al in 1898 geveild.

## Galerij

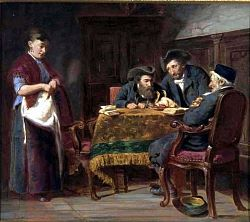
Een moeilijke vraag (1880)
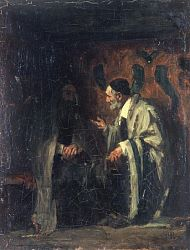
Critiek (discussie tusschen twee Talmudisten) (ca. 1880)
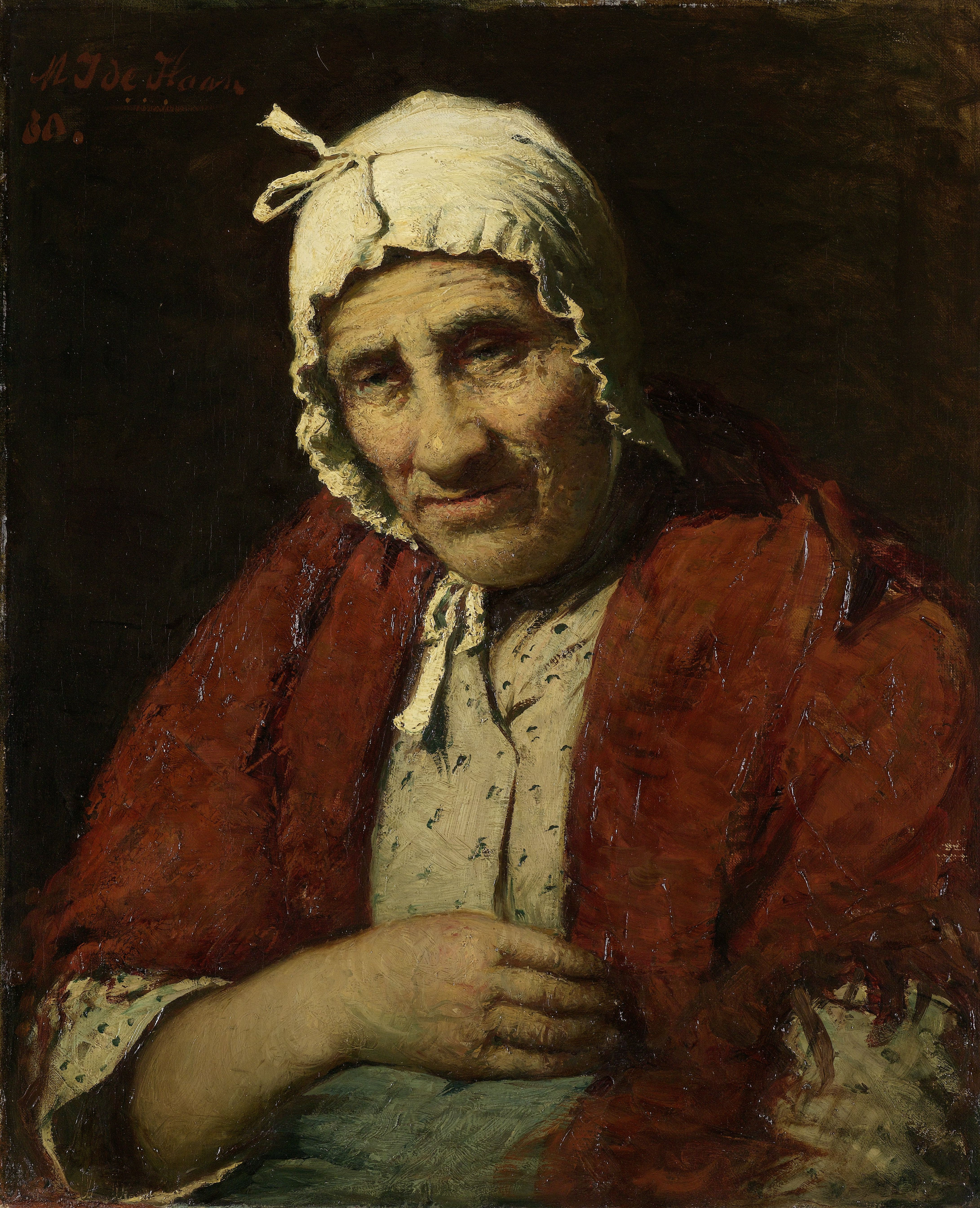
Portret van een oude Joodse vrouw (1880)
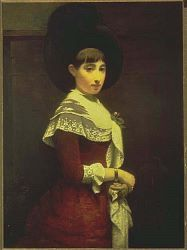
Portret van een jonge Joodse vrouw (ca. 1883)
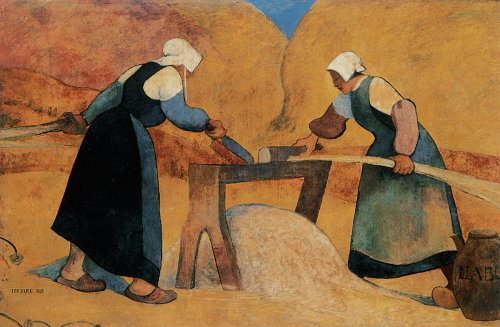
Het uittrekken van vlas (1889).
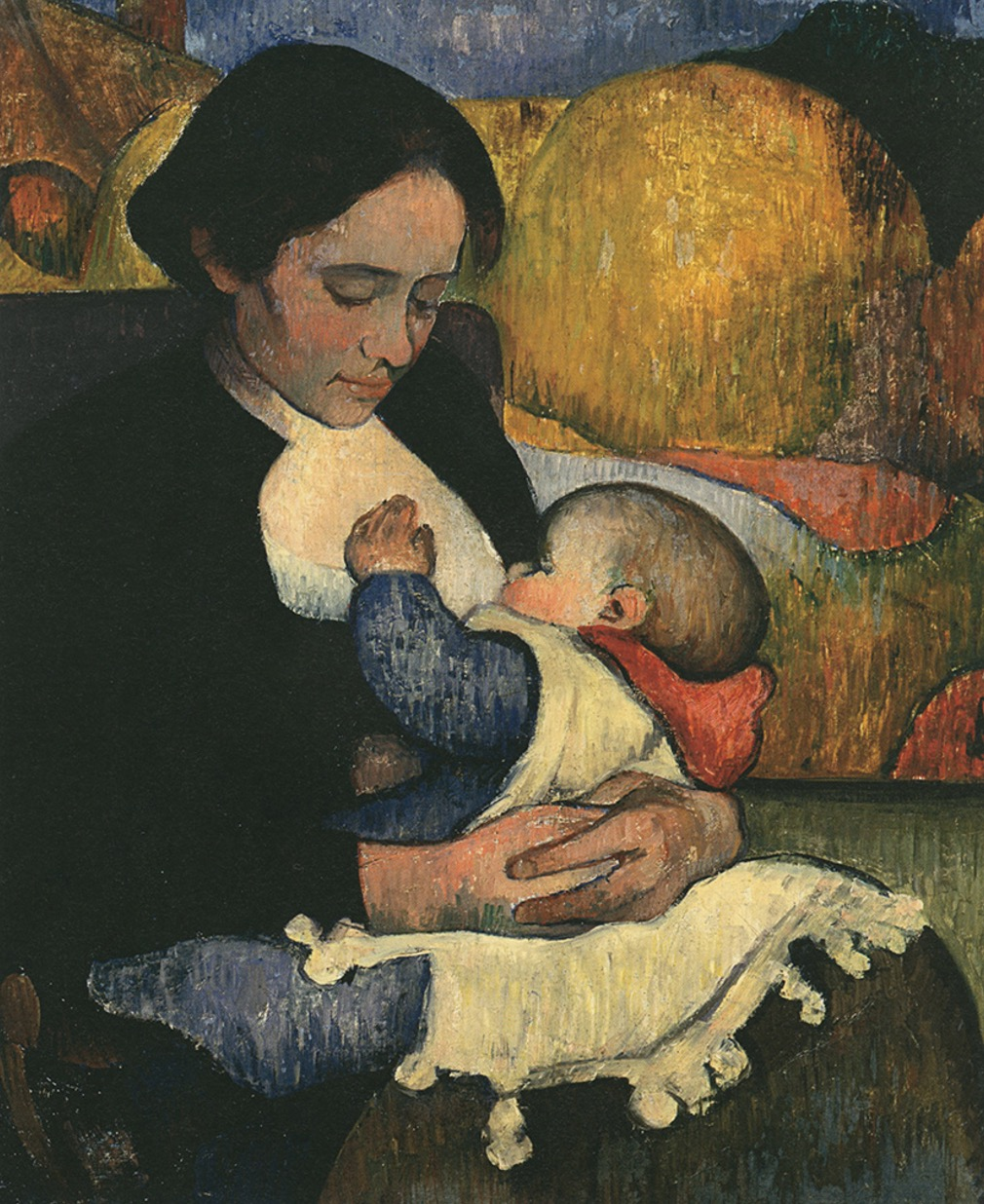
Marie Henry geeft haar dochter de borst (1889). De baby is Maries eerste dochter Mimi.
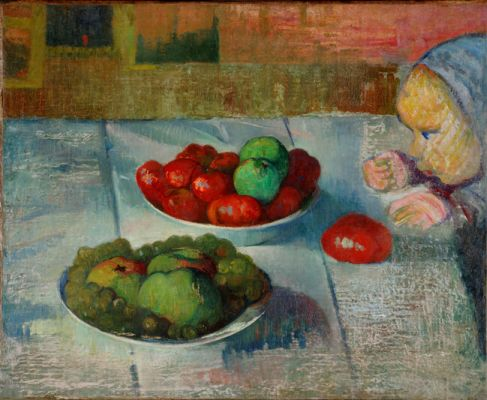
Stilleven met profiel van Mimi (1889-1890)
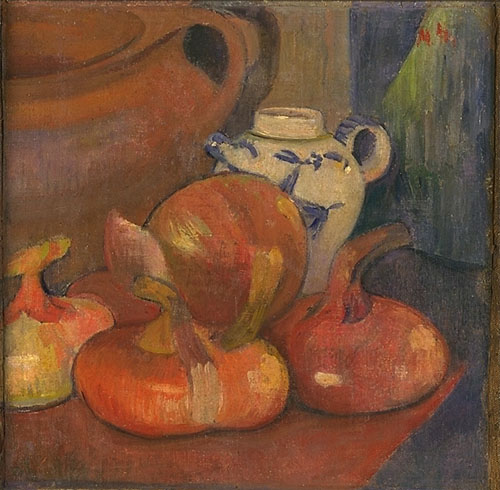
Pichet et Oignons (1890)

## Tentoonstellingen en collecties
In Le Pouldu is de Buvette de la Plage, de herberg van Marie Henry, in 1989 nagebouwd en onder de naam Maison-Musée du Pouldu voor bezoekers toegankelijk gemaakt. Hier hadden De Haan, Paul Gauguin en Paul Sérusier honderd jaar eerder onderdak. Het is niet hetzelfde pand, maar het ligt ernaast en de afmetingen zijn zorgvuldig gereconstrueerd. De muurschilderingen zijn replica's van de originele van Gauguin en De Haan.
Werk van Meijer de Haan is sporadisch te vinden in Nederlandse musea.
- In 2009-2010 werd voor het eerst sinds zijn dood een overzichtstentoonstelling van zijn werk georganiseerd in het Joods Historisch Museum te Amsterdam, onder de titel Meijer de Haan, de verborgen meester. Vervolgens was deze tentoonstelling als Meyer de Haan, le maître caché ook te zien in het Musée d'Orsay in Parijs en in het Musée des Beaux-Arts in Quimper in Bretagne.
- Tot de collectie van het Joods Historisch Museum behoort Damesportret (ook bekend als Portret van een jonge Joodse vrouw) uit 1883.
- Het Kröller-Müller Museum bij Otterlo bezit Boerenerf in Le Pouldu (1889).[7]
- Het Van Gogh Museum te Amsterdam verwierf in 2005 zijn Stilleven met profiel van Mimi uit 1889-1890.[8]

### Kunstroof 2012
- In 2012 kwam De Haan in het nieuws doordat zijn zelfportret (het Autoportrait sur un fond japonais uit 1889-1891), met zes werken van andere kunstenaars, in de vroege ochtend van 16 oktober bij een geruchtmakende kunstroof verdween uit een aan de Triton Collectie gewijde expositie in de Kunsthal Rotterdam. In januari 2013 werden enkele verdachten opgepakt die verklaarden dat de werken zich in Roemenië zouden bevinden. Op 15 juli 2013 deelde het Roemeense onderzoeksteam mee dat alle zeven werken, dus ook het schilderij van Meijer de Haan, vrijwel zeker zijn verbrand.[9]